# Igil

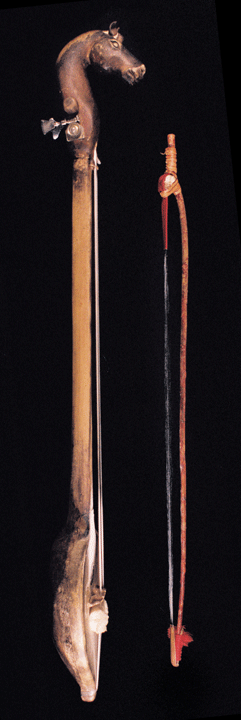
Igil (Seitenansicht)

Igil, auch ikili, ist eine zweisaitige, mit dem Bogen gestrichene Langhalslaute, die in der tuwinischen Volksmusik gespielt wird. Die „tuwinische Geige“ ist durch ihren am Wirbelkasten angesetzten Pferdekopf charakterisiert. Sie begleitet den Gesang von Epensängern, und ihr Spiel soll nach landläufiger Ansicht selbst Geschichten erzählen können.
Die igil besitzt einen schlanken birnenförmigen Korpus, der am unteren Ende spitz zuläuft. Beide Saiten bestehen aus Pferdehaar. Sie sind im Abstand einer Quinte gestimmt und werden zur Melodiebildung nicht auf den Hals niedergedrückt, sondern nur mit den Fingerkuppen berührt. Das Instrument wurde traditionell von den tuwinischen Nomaden gespielt und von ihnen wegen seines Klangs mit einem Pferd gleichgesetzt. Die igil wird heute häufig zur Begleitung des höömii genannten Obertongesangs verwendet, beispielsweise von der Gruppe Huun-Huur-Tu.
Die chinesische Folk-Metal-Band Tengger Cavalry verwendet die igil neben morin chuur, dombra und westlichen Instrumenten.
Die Tuwiner leben in Südsibirien und in der westlichen Mongolei. Andere Ethnien im Westen der Mongolei spielen die mit der igil verwandte zweisaitige Stachelfidel ikil mit einem schalenförmigen oder kastenförmigen Korpus. Ebenfalls verwandt ist die in derselben Region verwendete zweisaitige gezupfte Langhalslaute topshuur.